# Acarospora subrufula
Acarospora subrufula är en lavart som först beskrevs av William Nylander och som fick sitt nu gällande namn av Henri Jacques François Olivier. 
Acarospora subrufula ingår i släktet Acarospora och familjen Acarosporaceae. Inga underarter finns listade i Catalogue of Life.